# Paula Abdul
Paula Abdul est une chanteuse, danseuse et chorégraphe américano-canado-syrienne, née le 19 juin 1962 à Los Angeles.
Elle a vendu plus de vingt millions d'albums dans sa carrière. Elle est aussi connue pour avoir fait partie du jury de l'émission musicale américaine American Idol pendant huit saisons (2002-2009).
Elle fait partie du jury de l'émission musicale américaine Live to Dance en 2011 en compagnie de Kimberly Wyatt et Travis Payne ainsi que de X Factor.

## Biographie
Née d'un père juif syrien-brésilien et d'une mère canadienne originaire de Saint-Boniface, le quartier francophone de Winnipeg au Canada, dont les ancêtres sont des Juifs d'Ukraine, Paula Abdul commence à prendre des leçons de danse à l'âge de sept ans. À l'âge de dix ans, elle obtient une bourse lui permettant d'étudier le tap dance et la danse jazz.  Elle est la capitaine de son équipe de cheerleaders, et après son diplôme, elle s'inscrit au collège California State à Northridge et réussit à faire partie de l'équipe de cheerleaders des Lakers de Los Angeles dont elle devient ensuite la meneuse en chef.

### Vie privée
En 1992, elle épouse Emilio Estevez. Ils se séparent en 1994.
En 1996, Paula Abdul épouse en secondes noces le créateur de mode Brad Beckerman au musée de Bristol, dans le Connecticut. Ils se séparent en 1998.

## Carrière

### Musique
Alors que Paula Abdul est la meneuse en chef de l'équipe des Lakers de Los Angeles, elle est remarquée par Jackie Jackson frère de Michael Jackson et membre des Jackson 5 (de qui elle est ensuite tombée amoureuse) qui lui demande de créer la vidéo de la chanson des Jacksons Torture. Les autres artistes pour qui elle fait des vidéos sont les Pointer Sisters, ZZ Top, Toto, et Duran Duran. Elle est une danseuse sur deux clips et chorégraphe  sur un clip de Janet Jackson sur l'album Control en 1986, à savoir What Have You Done for Me Lately, Nasty, When I Think of You. Elle a aussi travaillé sur l'émission de télévision The Tracey Ullman Show ainsi que sur quelques films.

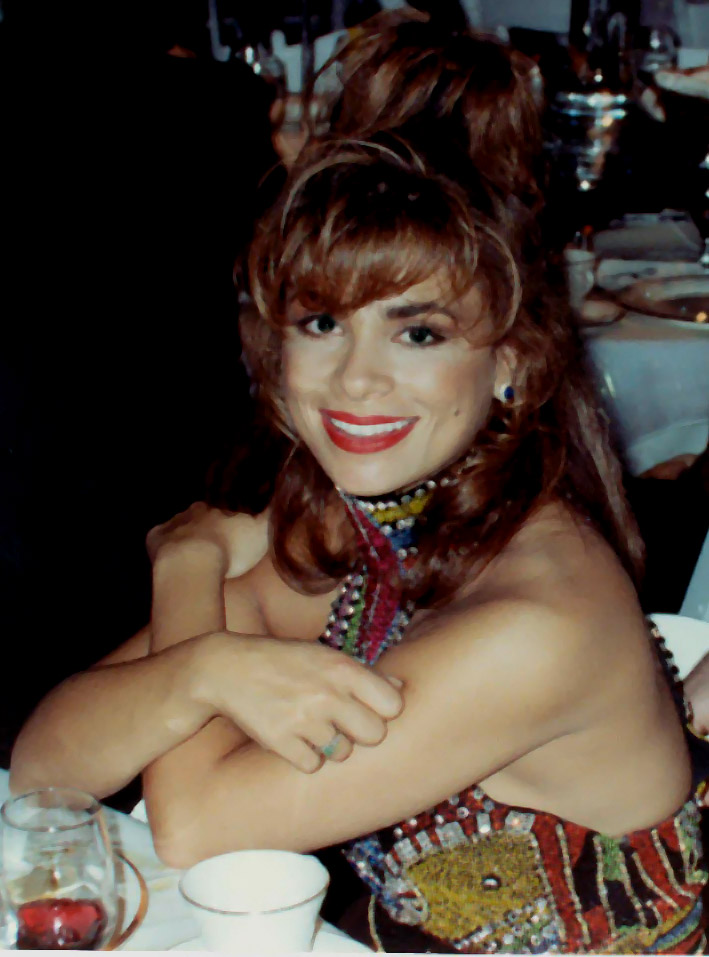
En septembre 1990, aux Emmy Awards.

Elle se tourne ensuite vers la chanson pop et à la fin des années 1980, elle signe avec Virgin Records ce qui permet la sortie du single Knocked Out. Ayant appris la danse et très peu travaillé sa voix, elle doit mettre les bouchées doubles afin de sortir son premier album Forever Your Girl, en 1988. Cet album se vend à 8,5 millions d'exemplaires dans le monde grâce à sa popularité comme chorégraphe et aux annonces publicitaires. Elle obtient quatre chansons numéro 1 au Billboard avec cet album : Straight Up, Forever Your Girl, Cold Hearted et Opposites Attract en 1989. La même année, elle participe au clip de Liberian Girl de Michael Jackson aux côtés de nombreuses stars.
En 1991, elle lance son second album Spellbound. Plus de huit millions d'exemplaires sont vendus dans le monde. L'album est connu pour les succès numéro 1 Rush Rush et The Promise of a New Day.
Par le biais de l'album Head over Heels, paru en 1994, elle s'essaye à un nouveau style, où elle chante notamment en duo avec Ofra Haza sur le titre My Love Is for Real, le premier single. Cet album sera un échec mondial.
En 2000, elle cosigne le titre Spinning Around pour Kylie Minogue. Ce titre est numéro 1 dans plusieurs pays.
En 2008, elle signe son retour musical après plus de dix ans d'absence en sortant le single Dance Like There's No Tomorrow. Ce titre est suivi du single I'm Just Here for the Music en 2009. Ces deux titres ne rencontrent pas le succès.

### Télévision
De 2002 à 2009, Paula Abdul est l'un des trois juges de l'émission de télévision American Idol. En août 2009, elle annonce son départ après huit saisons passées dans l'émission. Ellen DeGeneres la remplace.
En 2006, elle lance sa collection de bijoux.
À l'été 2007, l'émission de télévision Hey Paula est présentée sur les ondes américaines.
En mars 2010, elle annonce sa participation à la dixième saison de l'émission phare d'ABC Dancing with the Stars. Charlie Sheen et La Toya Jackson sont également pressentis.
En 2010 et juillet 2011, elle incarne son propre rôle dans la série Drop Dead Diva.

### Tournées
- The Club MTV Tour
- Under My Spell Tour

## Discographie
- 1988 : Forever Your Girl
- 1991 : Spellbound
- 1995 : Head over Heels

## Filmographie

### Comme actrice
- 1978 : Junior High School : Lori Sherry
- 1987 : Can't Buy Me Love : danseuse
- 1989 : clip de Liberian Girl de Michael Jackson
- 1989 : Opposites Attract : Herself
- 1990 : Skat Strut : elle-même
- 1997 : Sous le voile de la peur (Touched by Evil) (téléfilm) : Ellen Collier
- 1998 : The Waiting Game (téléfilm) : Amy Fuentes
- 1999 : Sabrina, l'apprentie sorcière (série télévisée), saison 4, épisode 8 : elle-même
- 2003 : Looney Tunes: Back in Action : elle-même
- 2004 : Phénomène Raven (téléfilm) : la présentatrice
- 2005 : Robots : Wristwatch #3 (voix)
- 2009 : Brüno
- 2010-2011 : Drop Dead Diva (téléfilm) : Juge Paula
- 2016 : Cooper Barrett's Guide to Surviving Life : elle-même
- 2018 : Bienvenue chez les Huang : Holly
- 2019 : Piégée dans la vie de ma sœur jumelle (téléfilm) : Detective Tucker
- 2022 : Tic et Tac, les rangers du risque (Chip 'n Dale: Rescue Rangers) d'Akiva Schaffer : elle-même

### Comme productrice
- 1998 : Paula Abdul: Cardio Dance (vidéo)